# Nemoria adjunctaria
Nemoria adjunctaria är en fjärilsart som beskrevs av Dyar 1914. Nemoria adjunctaria ingår i släktet Nemoria och familjen mätare. Inga underarter finns listade i Catalogue of Life.